# Luanfloden
Luanfloden eller Luan He (滦河; Luánhé) är ett vattendrag i Kina. Det ligger i den östra delen av landet, 250 km öster om huvudstaden Peking.
Shandianfloden är Luanflodens källflöde och i Inre Mongoliet nära den historiska staden Xanadu byter floden namn. Luanfloden fortsätter mot sydost in i Hebei genom Chengde och Yanbergen. Vid Panjiakoureservoaren passerar floden kinesiska muren, vidare genom Daheitingreservoaren och rinner ut i Bohaihavet.
Klimatet i området är tempererat. Årsmedeltemperaturen i trakten är 12 °C. Den varmaste månaden är augusti, då medeltemperaturen är 26 °C, och den kallaste är januari, med −1 °C. Genomsnittlig årsnederbörd är 856 millimeter. Den regnigaste månaden är augusti, med i genomsnitt 232 mm nederbörd, och den torraste är januari, med 5 mm nederbörd.